# Jérôme Raveneau de Lussan
Jérôme Raveneau de Lussan (Parigi, 1663 – Parigi, 1716) è stato un pirata e avventuriero francese.

## Biografia
Jérôme Raveneau de Lussan,  appartenente ad una nobile famiglia decaduta, abbracciò la carriera militare a 14 anni. Successivamente , nel 1679,  si imbarcò per Santo Domingo in cerca di fortuna:  non riuscendo a trovarla si unì al gruppo di bucanieri capeggiato da Laurens de Graaf e con loro salpò da Petit-Goâve il 22 novembre 1684. Presto si separò da de Graaf, e alla testa di una propria banda nel 1685 razziò il villaggio di El Realejo. Nel 1686 con i suoi uomini prese parte alla conquista di Grenada, e non trovando il bottino che si aspettava, incendiò il villaggio. Successivamente Lussan si separò dai pirati inglesi cui si era associato, riunendosi con loro solo in occasione dell'attacco a Guayaquil che gli fruttò un ricco bottino.
Poi Lussan e parte dei suoi uomini salparono alla volta di Tehuantepec, villaggio che catturarono, e si spinsero a nord sino ad Acapulco. Ritornarono a Mapala, porto a nord di El Realejo, e decisero di raggiungere le Antille, Nueva Segovia continuando lungo il fiume Coco fino all'Atlantico. Questa spedizione viene menzionata da Voltaire nei suoi scritti.
Per questa spedizione Lussan costituì quattro compagnie composte ciascuna da settanta uomini, ed il 2 gennaio 1688, dopo una preghiera comune ed aver affondato le loro navi per evitare che potessero cadere nelle mani degli spagnoli, iniziarono la loro marcia che durò dieci giorni sino a Nueva Segovia. Una sera, combattendo contro gli spagnoli che si erano trincerati su un'altura, i bucanieri di Lussan sembrarono non avere possibilità di scampo, e il loro capitano propose di lasciare otto uomini a guardia dei malati e dei feriti e spostare tutti gli altri dietro l'altura, in modo da cogliere il nemico alla sprovvista alle spalle. Dopo un'iniziale resistenza dei suoi uomini, la soluzione proposta da Lussan si rivelò vincente: sfruttando anche un sentiero dietro la montagna ed una fitta nebbia, riuscirono a   vincere il nemico.
Dopo questa vittoria, i pirati cantarono un Te Deum e raggiunsero Capo Gracias a Dios il 9 febbraio. Lussan si imbarcò poi su una nave inglese il 14 febbraio e raggiunse Santo Domingo il 6 aprile, dopo aver percorso con i suoi uomini quasi 1000 miglia sotto il costante attacco degli spagnoli.
Di quest'impresa, Lussan pubblicò un diario dal titolo Journal du voyage fait à la mer du Sud avec les flibustiers de l'Amérique (Parigi, 1688, 1690, 1705), dedicato al ministro della marina francese e che stese in buona parte dopo essersi ritirato a vita privata nella nativa Francia. Anche se generalmente confusa, l'opera presenta dettagli curiosi e interessanti sugli usi e i costumi dei nativi incontrati da Lussan lungo il suo percorso e dettagli sulle Americhe dell'epoca.